# Calligrapha rowena
Calligrapha rowena är en skalbaggsart som beskrevs av Frederick Knab 1909. Calligrapha rowena ingår i släktet Calligrapha och familjen bladbaggar. Inga underarter finns listade i Catalogue of Life.